# Arctosa camerunensis
Arctosa camerunensis är en spindelart som beskrevs av Roewer 1960. Arctosa camerunensis ingår i släktet Arctosa och familjen vargspindlar.
Artens utbredningsområde är Kamerun. Inga underarter finns listade i Catalogue of Life.